# ムラット・ディレッキー
ムラット・ディレッキー（Murat Direkci、本名: ムラト・ディレクチ Murat Direkçi、男性、1979年7月17日 - ）は、ベルギーのキックボクサー。トルコとベルギーの2つの国籍を持つ。アントウェルペン州アントウェルペン出身。ユニバーサルジム所属。元IT'S SHOWTIME 70kg MAX世界王者。初代 ムラッド・デレスキーとも

## 来歴
2007年2月5日、K-1 WORLD MAX 2007でアルバート・クラウスと対戦し、1R右フックでKO勝ち。屈指のボクシングテクニックを誇る元K-1 MAX世界王者クラウスにパンチで1RKO勝ちという衝撃的な日本デビューとなった。
2008年4月9日、K-1 WORLD MAX 2008 FINAL16のトーナメント1回戦で佐藤嘉洋と対戦し、判定負け。
2009年2月8日、IT'S SHOWTIME 70kg MAX初代世界王者決定戦でドラゴと対戦し、TKO勝ちで王座を獲得した。
2010年5月29日、IT'S SHOWTIMEでアルトゥール・キシェンコと72.5kg契約ノンタイトル戦で対戦し、判定負け。

## 戦績
| キックボクシング 戦績 | キックボクシング 戦績 | キックボクシング 戦績 | キックボクシング 戦績 | キックボクシング 戦績 | キックボクシング 戦績 | キックボクシング 戦績 |
| --------------------- | --------------------- | --------------------- | --------------------- | --------------------- | --------------------- | --------------------- |
| 83 試合               | (T)KO                 | 判定                  | その他                | 引き分け              | 無効試合              |                       |
| 68 勝                 | 56                    | 11                    | 0                     | 2                     | 0                     |                       |
| 13 敗                 | 2                     |                       |                       | 2                     | 0                     |                       |

| 勝敗 | 対戦相手                   | 試合結果                               | 大会名                                                                                | 開催年月日     |
| ×    | クリス・ナギンビ           | 5R終了 判定0-5                         | IT'S SHOWTIME 【IT'S SHOWTIME 70kg MAX世界タイトルマッチ】                            | 2010年12月11日 |
| ○    | エンリコ・ケイヒル         | 1R 2:37 KO（左フック）                 | Mix Fight Gala 10                                                                     | 2010年10月10日 |
| ×    | アルトゥール・キシェンコ   | 3R終了 判定1-4                         | IT'S SHOWTIME                                                                         | 2010年5月29日  |
| ○    | ウィリアム・ディンダー     | 3R終了 判定                            | IT'S SHOWTIME                                                                         | 2009年11月21日 |
| －   | シャヒッド・オラド・アラフ | ノーコンテスト                         | IT'S SHOWTIME 【IT'S SHOWTIME 70kg MAX世界タイトルマッチ】                            | 2009年10月24日 |
| ○    | ブライアン・ローアンユー   | 2R TKO                                 | IT'S SHOWTIME                                                                         | 2009年5月16日  |
| ○    | ドラゴ                     | 1R 2:20 TKO（3ノックダウン：右フック） | It's Showtime presents: Fights at the Border 【IT'S SHOWTIME 70kg MAX世界王座決定戦】 | 2009年2月8日   |
| ○    | ペリー・ウベダ             | 3R終了 判定                            | It's Showtime                                                                         | 2008年11月29日 |
| ×    | タリク・エル・イドリシ     | 2R TKO（ドクターストップ：左頭部負傷） | Tough is not enough                                                                   | 2008年10月5日  |
| ×    | シャヒッド・オラド・アラフ | 3R TKO                                 | Gentleman Fight Night V                                                               | 2008年5月24日  |
| ×    | 佐藤嘉洋                   | 3R終了 判定0-3                         | K-1 WORLD MAX 2008 World Championship Tournament FINAL16 【1回戦】                    | 2008年4月9日   |
| △    | ファディル・シャバリ       | 3R終了 判定ドロー                      | IT'S SHOWTIME Finale Trophy Max 75 【スーパーファイト】                               | 2008年3月15日  |
| ○    | サトルヴァシコバ           | 2R 0:29 KO（左膝蹴り）                 | K-1 WORLD MAX 2007 〜世界一決定トーナメント決勝戦〜 【オープニングファイト】          | 2007年10月3日  |
| ○    | ユーリ・メス               | 1R TKO（カット）                       | It's Showtime（K-1 WORLD GP 2007 IN AMSTERDAM）                                       | 2007年6月23日  |
| △    | サラディン・アイナシュール | 3R終了 判定ドロー                      | Fights at the Border V                                                                | 2007年3月24日  |
| ○    | アルバート・クラウス       | 1R 1:27 KO（右フック）                 | K-1 WORLD MAX 2007 〜日本代表決定トーナメント〜 【スーパーファイト】                  | 2007年2月5日   |
| ○    | レイ・スターリン           | TKO（ドクターストップ）                | 2H2H                                                                                  | 2006年11月12日 |
| ○    | フィクリ・ティアルティ     | 3R TKO                                 | It's Showtime（K-1 WORLD GP 2006 in AMSTERDAM）                                       | 2006年5月13日  |
| ×    | ファディル・シャバリ       | 3R終了 判定                            | WFCA Thai-Kickbox Gala in Nijmegen                                                    | 2005年11月13日 |
| ×    | ドラゴ                     | 5R終了 判定                            | It's Showtime                                                                         | 2005年6月12日  |

## 獲得タイトル
- WFCAタイボクシング世界ジュニアミドル級王座
- 初代IT'S SHOWTIME 70kg MAX世界王座